# Giovanni Pettinati
Giovanni Pettinati (né le 6 mars 1926 à Cartosio dans la province d'Alexandrie et mort le 25 avril 1994 dans la même commune) est un coureur cycliste italien. Vainqueur d'une étape du Tour d'Italie 1954, il a porté le maillot rose du Tour d'Italie 1958 pendant six jours.

## Palmarès

### Palmarès amateur
- 1948
  - Coppa Città di Asti
- 1950
  - Coppa Città di Asti
  - Turin-Mondovi
  - Coppa d'Argento Giovanni Brunero

### Palmarès professionnel
- 1951
  - 2e du Tour des Apennins
- 1952
  - 7e étape du Tour de Catalogne
  - 9e de Milan-San Remo
- 1953
  - 2eb étape du Tour de Sicile
  - 2e du Tour des Apennins
  - 3e du Tour de Toscane
- 1954
  - 8e étape du Tour d'Italie
- 1955
  - 6e (contre-la-montre par équipes) du Tour d'Italie
- 1958
  - 6e étape du Tour de Sicile
  - 3e du Tour de Romandie
- 1960
  - 3e du Tour du Tessin
- 1961
  - 3e du Tour du Piémont

## Résultats sur les grands tours

### Tour d'Italie
11 participations
- 1951 : 39e
- 1952 : 57e
- 1953 : 46e
- 1954 : 47e, vainqueur de la 8e étape
- 1955 : 80e
- 1956 : abandon
- 1957 : abandon,  maillot rose pendant 6 jours
- 1958 : 25e
- 1959 : 43e
- 1960 : 38e
- 1961 : 44e

### Tour d'Espagne
1 participation
- 1956 : 24e